# 外傷病院前救護ガイドライン
外傷病院前救護ガイドライン（がいしょうびょういんまえきゅうごガイドライン、Japan Prehospital Trauma Evaluation and Care、JPTEC）は、日本救急医学会公認のプレホスピタル（病院前）での外傷教育プログラム。医師向けの外傷初期診療ガイドライン日本版（JATEC）との整合性があり、病院前から病院まで一貫した標準的な外傷教育を行っている。

## 背景
JPTECのモデルとなっているのは、米国のBasic Trauma Life Support（BTLS）である。外傷による死亡の疫学調査の結果、受傷から1時間以内に手術室に搬入していれば救命できた可能性のある例がかなりの割合に上ることが分かった。そのため、「生命に危険のある徴候」を現場で迅速に発見し、それが見られた傷病者を高次医療施設へ迅速に搬送する為の方法が編み出された。これがBTLSであり、この導入によって実際に救命率の向上が見られた。
BTLSを日本の救急・医療事情に合わせてアレンジしたのがJPTECである。これは以下の点に重点を置いている。
- 生命に差し迫った危険があるか、もしくはそれが潜在していることを漏れなく発見する。
- それが発見された傷病者に対しては、「高次医療機関への迅速な搬送」を最優先にする。
- したがってその妨げになるようなもの（例えば予後に関係なさそうな損傷への処置など）は行わない。

### 日本における普及
現在、救急救命士を中心としてインストラクターの養成とコースの開講が急速に行われているが、一次救命処置（BLS）や二次心肺蘇生法（ACLS）などに比べて講習会に懸かるマンパワーが大きいため、受講者を一般に広く募集できる数の講習会を開くには至っていない。今のところ、将来的にインストラクターになれるだけの現場経験を積んだ人だけが受講できる。

## 独自の概念
生命に危険のあるような損傷がある傷病者、あるいは潜在的にその可能性が無視できない傷病者を迅速に同定する為、いくつかの独自の概念を用いている。

### 高エネルギー外傷
「高所からの転落」「ある程度のスピード以上での自動車事故」など、「目に見える徴候がなくても、受傷機転から考えて生命に危険のある損傷を負っている可能性が無視できない状態」を高エネルギー外傷という。
高エネルギー外傷には明確な判断基準は無い。衝突した時の車のスピードや、転落した高さなどを救助段階で知ることは難しいからである。
救助者によって高エネルギー外傷と判断された傷病者に対しては、全てロード＆ゴーを適用しなくてはならない。

### ロード＆ゴー
生命に危険が差し迫っている、もしくは潜在的に生命の危険が無視できない傷病者に対しては、救助者のリーダーがロード＆ゴーを宣言し、周囲の救助者に周知することで、迅速な車内収容と高次医療機関への搬送に取り掛かる。
上記の高エネルギー外傷のほか、ショック状態、大量出血、あるいはその他の生命に危険のある損傷（緊張性気胸、開放性気胸、大量血胸、フレイルチェスト、心タンポナーデ、頚椎損傷）が考えられる傷病者に対しては全てロード＆ゴーが適用される。
ロード＆ゴーが宣言された傷病者に対しては、迅速な収容･搬送のほか、「頭頚部～体幹」の「生命に危険のある損傷」の処置を最優先して「予後にあまり影響を与えない損傷への処置」は優先度を下げるかまたは省略される。

## 具体的手順

### 状況評価
第1報の段階では断片的な情報しか入らない。その情報から重大事故と判断された場合には以下の物品を揃えて出場する。
- 感染防止物品
- 酸素投与・呼吸管理器具
- 外傷処置物品
- 全脊柱固定器具

現場に到着後、傷病者に近づく前に以下のことを確認する。
- 現場の安全確保。
- 受傷機転の確認。
- 傷病者の正確な人数。
- 以上を踏まえ、応援隊または警察・消防隊の要請の必要性。

### 初期評価
まず、頭部が動かないように保持する。これはもし頚椎損傷があった場合、頭部を動かすことで頚髄損傷へと発展し、生命予後・機能予後が大きく低下するからである。頭部保持は下記の全脊柱固定が完了するまで続ける。
次に、傷病者に生命の危険が顕在しているかを15秒以内で判断する。
- 意識はあるか。
- 正常に呼吸しているか。
- ショック症状はないか。

以上の項目に異常があれば救助者のリーダーがロード＆ゴーを宣言する。酸素投与などの必要な処置を講ずる。
もし心肺停止状態であれば以下の全身観察等は中止し、直ちにBLSを開始する。

### 全身観察
太字は特に重要な観察項目である。
- 頭部触診
- 上顎・下顎触診
もし痛みや腫脹があれば、後に気道閉塞を来す恐れがある。
- 頸部視診
気管の偏位、皮下気腫、頚静脈怒張があれば、緊張性気胸や心タンポナーデの恐れがある。
- 頸部触診
後頚部の圧痛があれば頸椎損傷を疑う。
後頚部の触診までが終わったら、他の隊員がネックカラーを装着する。例え後頚部圧痛が無くても高エネルギー外傷には全例でネックカラーを装着する。また、全脊柱固定が完了するまで頭部保持は続けなくてはならない。
- 胸部視診・触診・聴診
フレイルチェストがあれば迅速に圧迫処置を行う。気胸の兆候があれば酸素を高流量で流す。胸部の傷から血液が泡立っていれば開放性気胸であるから、透明フィルムと医療用テープを用いて簡易の弁を作り封鎖する。
- 腹部視診・触診
腹部膨満、圧痛は腹腔内出血や腸管損傷を疑う。
- 骨盤部触診
骨盤部の圧痛は骨盤骨折を疑う。この場合、二度と骨盤に負荷をかけてはならない。バックボード固定もログリフトにて行う。
- 四肢の視診・触診
四肢の損傷はよほど大きなもの（両大腿骨骨折など）でなければ生命に危険を及ぼさないので時間をかけてはならない。しかし、麻痺の有無は必ず確認する。

### 全脊柱固定
骨盤骨折が疑われればログリフトで、そうでない場合はログロールにてバックボードに固定する。体幹の固定が完了するまで頭部は用手にて保持し、最後に頭部をヘッドイモビライザーで固定することにより、搬送の準備が完了する。
傷病者の意識はいつ失われるか分からない。意識のある内に、身元と連絡先および病歴をとる。
- G:原因（受傷機転）
- U:訴え
- M:めし（最終食事時刻は腸管損傷や気管挿管時に必要な情報である）
- B:病気（既往歴）
- A:アレルギー

### 車内活動・継続観察・詳細観察
- バイタルサインの測定。
- 外傷患者は低体温になり易いため保温に努める。
- 状態に変化がないか繰り返し観察する。
- 受け入れ病院に、以上の情報を伝える。